# Anemone lyallii
Anemone lyallii är en ranunkelväxtart som beskrevs av Nathaniel Lord Britton. Anemone lyallii ingår i släktet sippor, och familjen ranunkelväxter. Inga underarter finns listade i Catalogue of Life.

## Bildgalleri

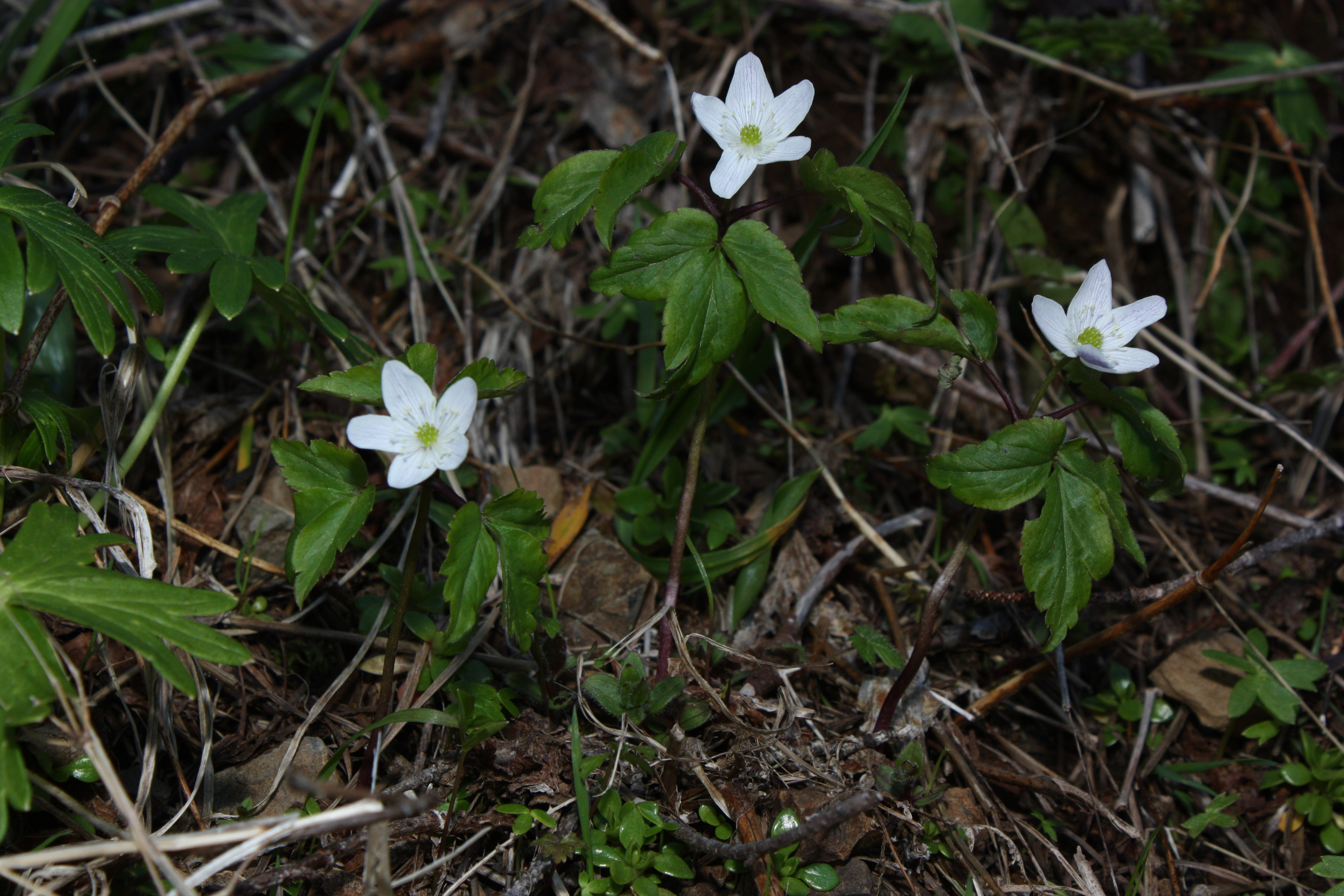
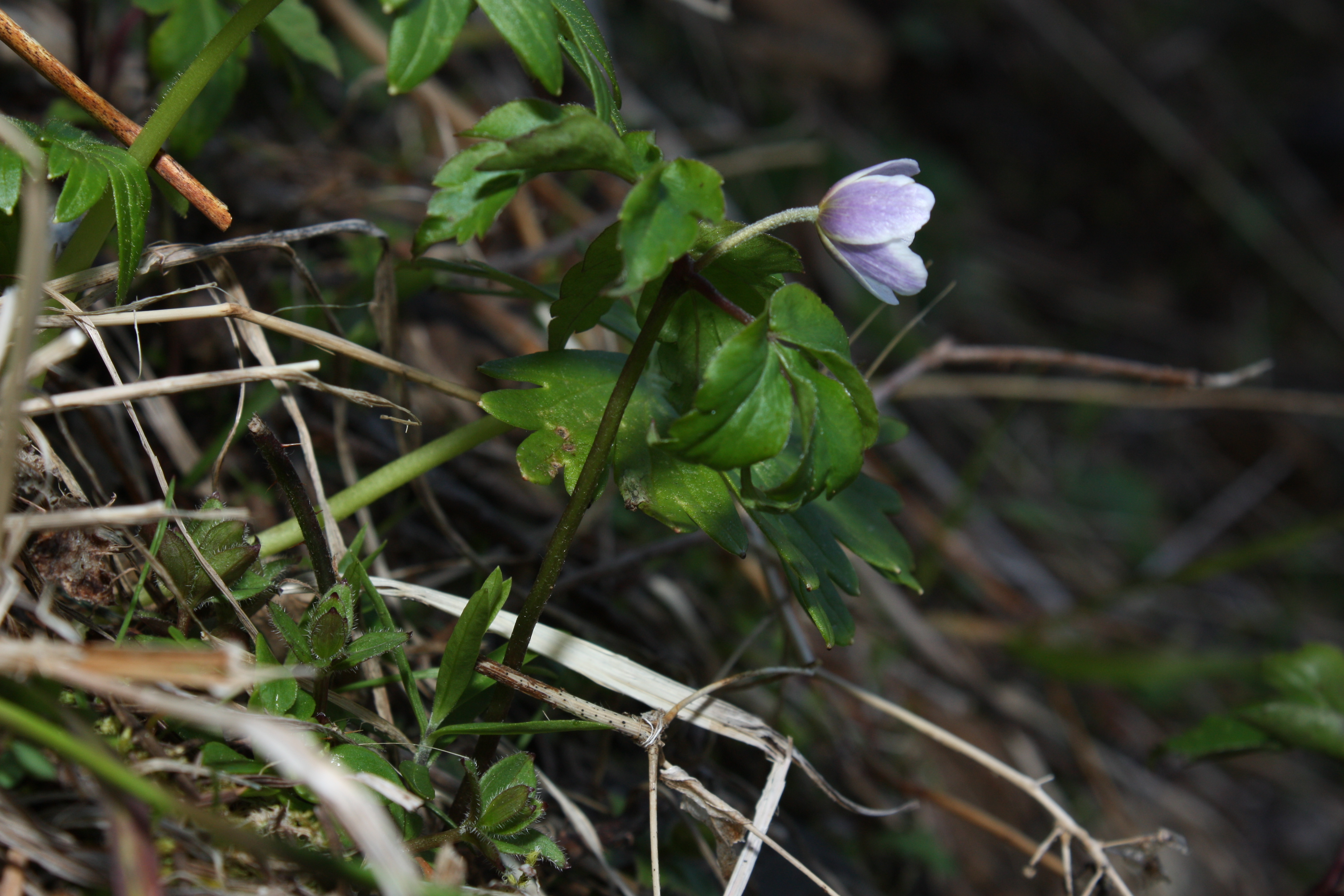
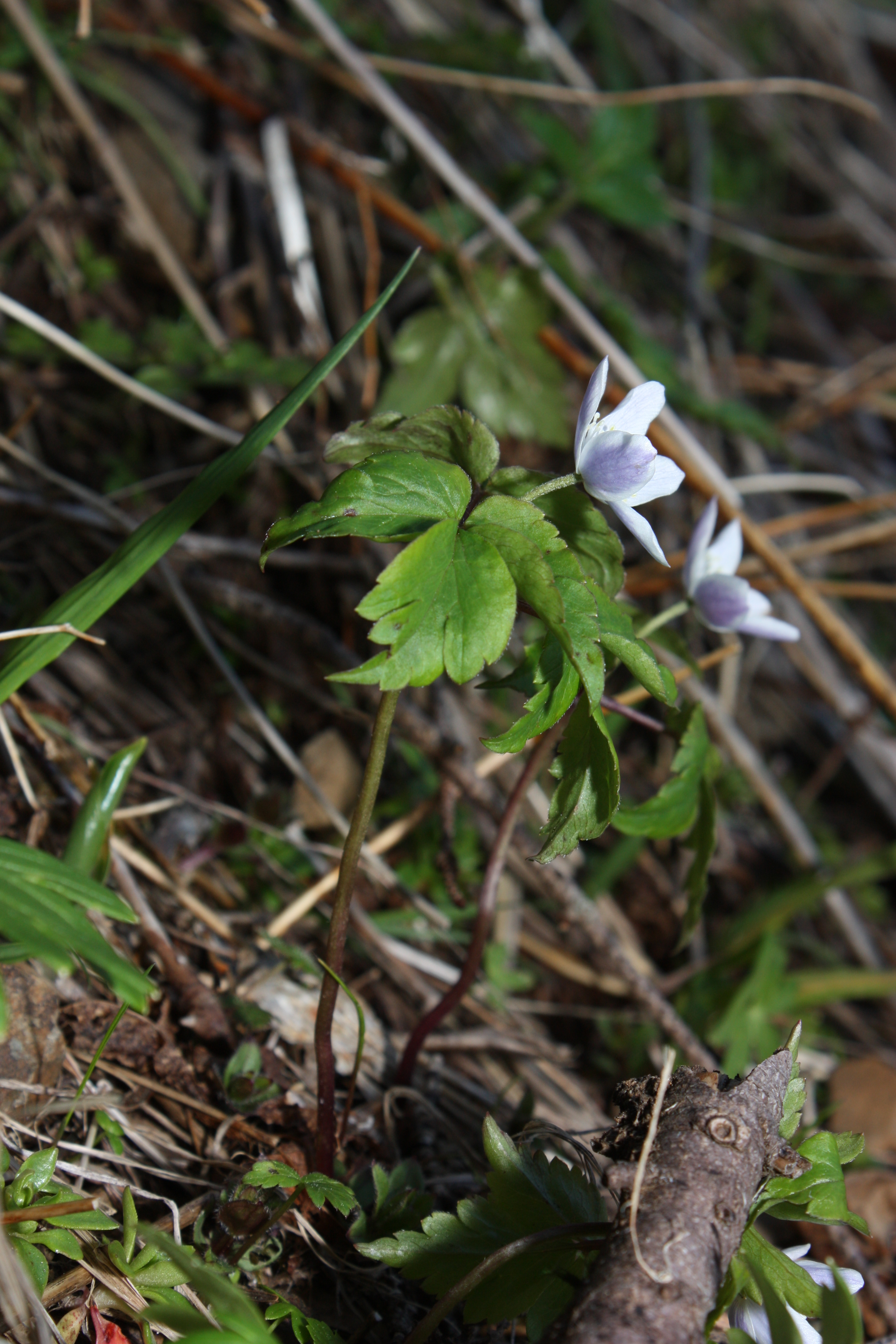
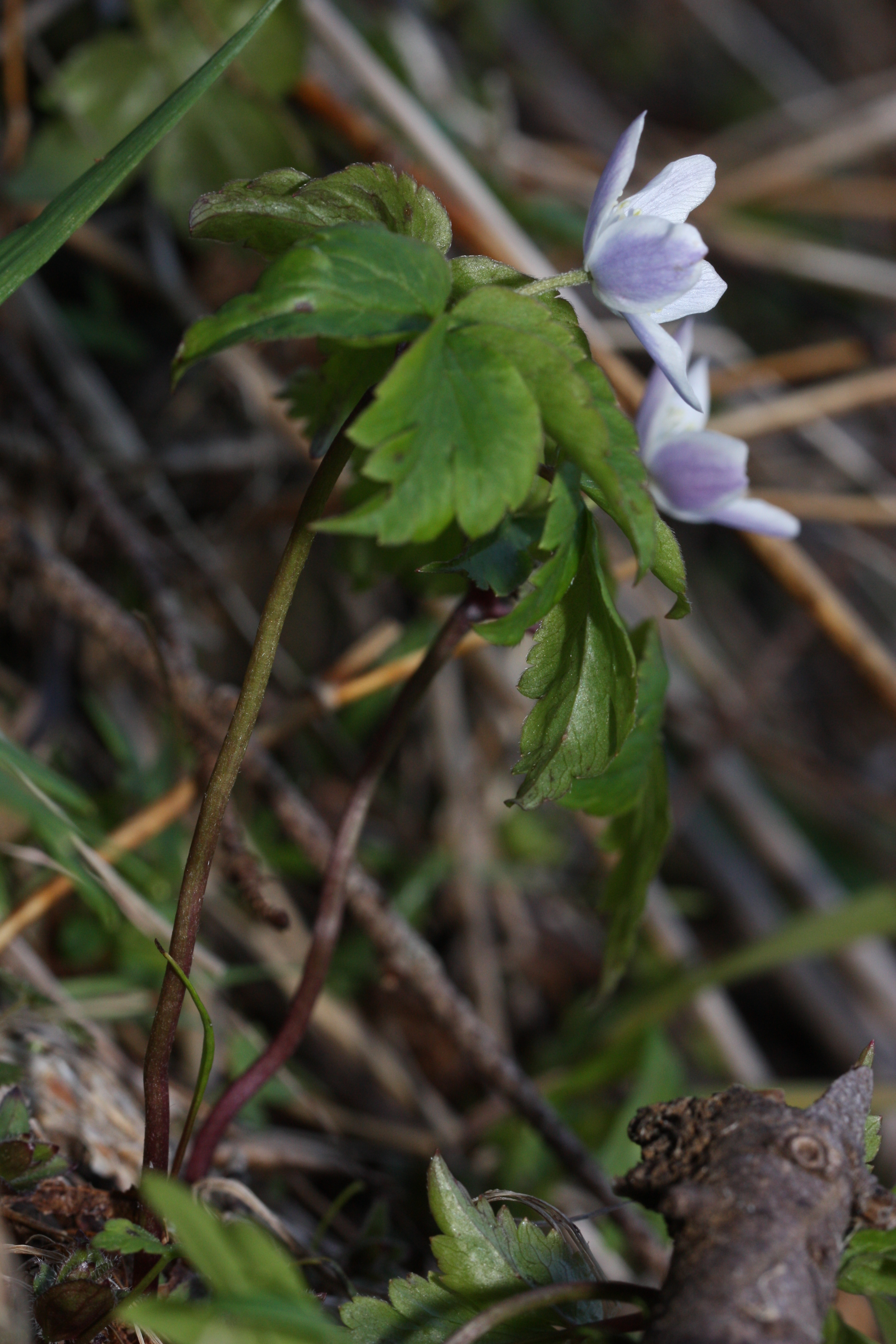
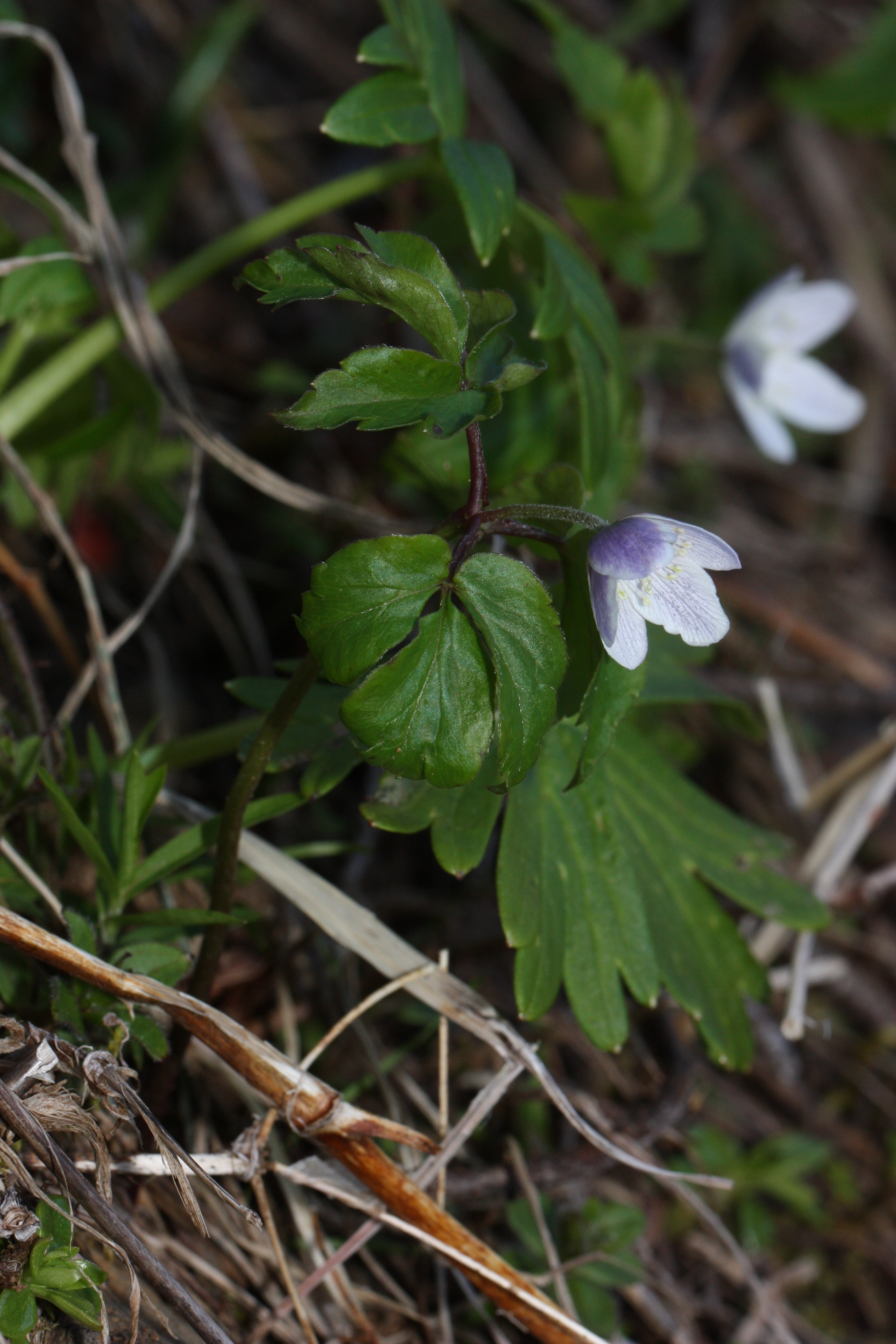
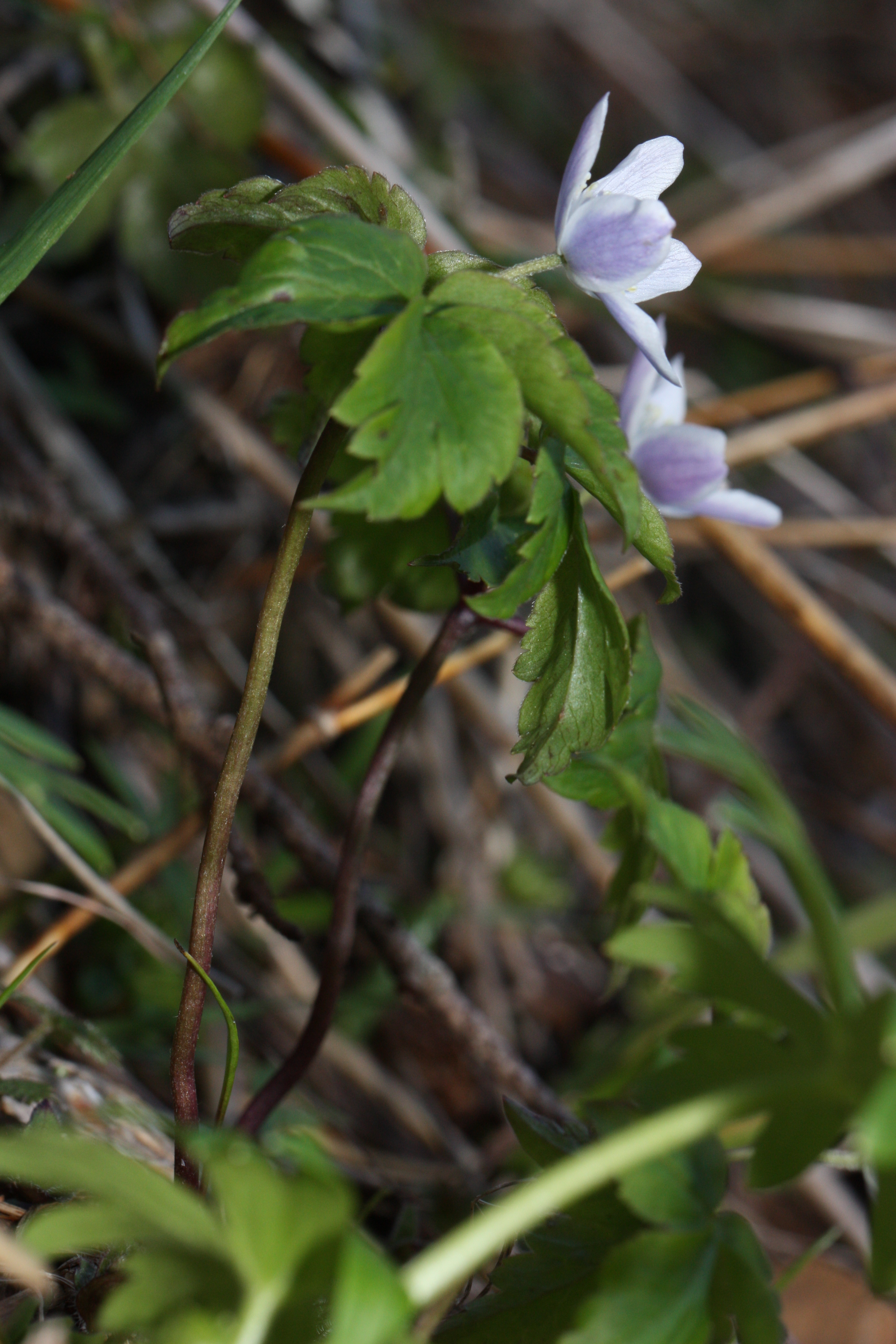